# Oltre la soglia
Oltre la soglia è una serie televisiva italiana trasmessa su Canale 5 dal 6 novembre al 17 dicembre 2019. È creata da Laura Ippoliti, diretta da Monica Vullo e Riccardo Mosca, prodotta da PayperMoon Italia ed ha come protagonisti Gabriella Pession e Giorgio Marchesi.

## Trama
Tosca Navarro è il primario di un reparto all’avanguardia nella cura di adolescenti con disagi psichici. Nel suo campo Tosca è la migliore, ma nasconde un segreto: un passato difficile e una diagnosi di schizofrenia. Una bomba a orologeria pronta a esplodere, che se da una parte le permette di leggere meglio di chiunque altro le menti fragili e le anime danneggiate dei suoi pazienti, dall'altra la consuma in fretta e la espone continuamente al rischio di far scoprire al mondo il suo segreto e di precipitare di nuovo nella malattia.
Purtroppo, avendo a che fare con i ragazzi, spesso Tosca deve fronteggiare l’intervento del Tribunale dei Minori e dei Servizi Sociali: Piergiorgio Di Muro, uno dei PM della procura, attento e scrupoloso, si scontra subito con l'insofferenza di Tosca alle regole, in un conflitto che sembra insanabile che invece sfocia in un'attrazione a cui entrambi cercano, invano, di resistere. Tosca e Di Muro sono i poli di un magnete in mezzo al quale c'è il segreto della malattia di lei. Per l'intero arco della serie la loro relazione oscilla tra verità e bugie, attaccamento e abbandono, coraggio e paura.

## Episodi
| nº | Titolo  | Prima TV         |
| -- | ------- | ---------------- |
| 1  | Jacopo  | 6 novembre 2019  |
| 2  | Dora    | 6 novembre 2019  |
| 3  | Silvia  | 13 novembre 2019 |
| 4  | Roberto | 13 novembre 2019 |
| 5  | Anna    | 20 novembre 2019 |
| 6  | Tommaso | 20 novembre 2019 |
| 7  | Diego   | 27 novembre 2019 |
| 8  | Adila   | 27 novembre 2019 |
| 9  | Emma    | 8 dicembre 2019  |
| 10 | Marica  | 8 dicembre 2019  |
| 11 | Lea     | 17 dicembre 2019 |
| 12 | Valerio | 17 dicembre 2019 |

## Personaggi e interpreti
- Tosca Navarro, interpretata da Gabriella Pession. È la psichiatra e il primario di un reparto all'avanguardia nella cura di adolescenti con disagi psichici.
- Tosca 15, interpretata da Arianna Becheroni. È una piccola punk geniale e devastante, allucinazione ricorrente di Tosca.
- Piergiorgio Di Muro, interpretato da Giorgio Marchesi. È il PM della Procura presso il Tribunale per i Minori. Affascinante e introverso, ha la fama di essere un magistrato intransigente e spietato.
- Alessandro Agosti, interpretato da Paolo Briguglia. È uno psichiatra e uno psicoterapeuta, lavora nell’equipe di Tosca ed è il suo braccio destro.
- Francesco Negri, interpretato da Alessandro Tedeschi. È un neuropsichiatra carismatico e narcisista, un medico attento e preparato, anche se poco propenso a fare gioco di squadra.
- Barbara Cappello, interpretata da Nina Torresi. È una psicologa, è la più giovane nella squadra di Tosca, che vede quest'ultima come un esempio da seguire e un mentore.
- Marica De Luca, interpretata da Aurora Giovinazzo. È una ragazza molto amica di Tosca, in cura nel reparto, nelle sue allucinazioni vede gli alieni e pensa che stiano per andare a prenderla.
- Antonio, interpretato da Riccardo Russo. È un ragazzo affetto da un lieve autismo, sfortunatamente viene trasferito perché è in reparto da troppo tempo.
- Francesca, interpretata da Giulia Sangiorgi. È una ragazza anoressica in cura nel reparto.
- Roberto, interpretato da Michele Spadavecchia. È un ragazzo con la passione per la musica che viene ricoverato nel reparto di Tosca in seguito ad una crisi.
- Tommaso Alessi, interpretato da Gabriele Fiore. È un ragazzo affetto dal disturbo di licantropia clinica. In reparto si innamora di Marica.
- Diego, interpretato da Giacomo Colavito. È un ragazzo  che è stato ricoverato dopo essersi allenato fino a perdere i sensi.
- Adila, interpretata da Virginia Diop. È una sedicenne italiana ma con genitori di origine africana, ricoverata dopo aver avuto un'allucinazione.
- Andrea, interpretato da Alessandro Volpes. È un ragazzo ansioso che tiene sempre con sé una coperta per proteggersi, alla fine riesce a razionalizzare la paura.
- Mario, interpretato da Matteo Savino. Ragazzo affetto da un disturbo di accumulo, che riesce a superare costruendo origami. Protegge a tutti i costi Andrea.
- Bruno, interpretato da Nicolò Bertonelli. È un ragazzo anoressico in cura nel reparto.
- Mirta Tonutti, interpretata da Camilla Ferranti. È un assistente sociale, lavora da quasi venti per i Servizi sociali e ha grande esperienza nel campo.
- Achille Loreto, interpretato da Massimo De Lorenzo. Ha 48 anni, è il direttore amministrativo dell'ospedale, dedito anima e corpo alla sua "mission": far quadrare i conti.
- Rocco, interpretato da Milo Vallone. È il titolare del pub The Space in cui Tosca si reca spesso dopo il lavoro in ospedale.
- Saverio, interpretato da Alessandro Fella. È il fratello di Tosca.
- Emma Costantini, interpretata da Giulia Salerno.

## Produzione
La serie è creata da Laura Ippoliti, la quale ha anche firmato la sceneggiatura, diretta da Monica Vullo e Riccardo Mosca e prodotta da PayperMoon Italia.

### Riprese
Le riprese della serie sono state effettuate a Roma nel corso di ventuno settimane, in particolare da aprile a luglio 2019.

## Accoglienza
Inizialmente trasmessa in prima serata, la puntata conclusiva è stata spostata in seconda serata a causa del calo di ascolti.